# 黑鰭鱧
黑鰭鱧為輻鰭魚綱鱸形目鱧科的其中一種，分布於亞洲印尼蘇門答臘及婆羅洲的淡水流域，體長可達65公分，棲息在中底層水域，屬肉食性，可作為食用魚。

## 擴展閱讀
維基物種上的相關：黑鰭鱧